# Ivan Singer
Ivan Singer (Arad, Romênia, 14 de novembro de 1929 - 24 de agosto de 2020) foi um matemático romeno, que trabalha com análise funcional. Trabalha no Instituto de Matemática da Academia Romena em Bucareste (Instituto Simon Stoilow).
i autor de um livro-texto sobre bases em espaços de Banach, com o qual trabalha desde 1954.
Foi membro da Academia Romena (membro correspondente entre 1992 até sua morte, membro pleno entre 2009 até sua morte).

## Obras
- Bases in Banach Spaces, 2 Volumes, Grundlehren der mathematischen Wissenschaften, Springer, 1970, 1981
- Best approximation in normed linear spaces by elements of linear subspaces, Grundlehren der mathematischen Wissenschaften 171, Springer 1970 (edição romena 1967)
- The theory of best approximation and functional analysis, CBMS Reg. Confer. Series in Applied Math. 13, Society for Industrial and Applied Mathematics, Philadelphia, 1974
- Abstract convex analysis. Wiley-Interscience, New York, 1997
- Duality for nonconvex approximation and optimization. Springer, New York, 2006